# The Joe Rogan Experience
The Joe Rogan Experience – podcast tworzony przez amerykańskiego komika, prezentera i komentatora-eksperta UFC Joe Rogana. Został uruchomiony 24 grudnia 2009 roku na platformie YouTube przez Rogana i komika Briana Redbana, który był jego jedynym współgospodarzem i producentem do 2012 roku, kiedy to Jamie Vernon został zatrudniony do współpracy. Do 2015 roku był to jeden z najpopularniejszych podcastów na świecie, regularnie odnotowywał miliony wyświetleń każdego odcinka. Rogan zapraszał szeroki wachlarz gości, w tym m.in. magnata biznesu Elona Muska, sygnalistę Edwarda Snowdena i senatora Berniego Sandersa. Od grudnia 2020 r. podcast jest dostępny wyłącznie na Spotify, a fragmenty są umieszczane na głównym kanale Joe Rogan Experience na YouTube.
Chociaż w większości odcinków występują artyści, naukowcy, komicy, zawodnicy UFC i inne postacie niezwiązane z polityką, The New York Times opisał podcast jako „nieoczekiwany czynnik polityczny” w wyborach prezydenckich w USA w 2020 roku po tym, jak kandydaci na prezydenta Andrew Yang i Tulsi Gabbard  zanotowali wzrost popularności i zgromadzonych na kampanie funduszy tuż po gościnnych występach w programie. Bernie Sanders otrzymał poparcie Rogana po pojawieniu się w programie, a kampania Sandersa reklamowała występ w programie poprzez swoje kanały online. Podcast został opisany jako „arena bez granic”, platforma dla intellectual dark web (IDW) i gościł postaci o różnych ideologicznie postawach politycznych. Rogan był krytykowany za przyjmowanie gości o skrajnie prawicowych poglądach i oskarżany o używanie rasistowskiego języka. Był również krytykowany przez medyków za swoje poglądy na temat pandemii COVID-19 i szczepionek, a także za przyjmowanie wielu gości, którzy wyrażali poglądy sprzeczne z konsensusem medycznym. Zwolennicy podcastu chwalili Rogana za jego poparcie dla wolności słowa. W 2022 roku Neil Young usunął swoją muzykę z serwisu Spotify w ramach protestu przeciwko dezinformacji na temat szczepionek przeciw COVID-19 w podkaście The Joe Rogan Experience.